# Florian Kessler

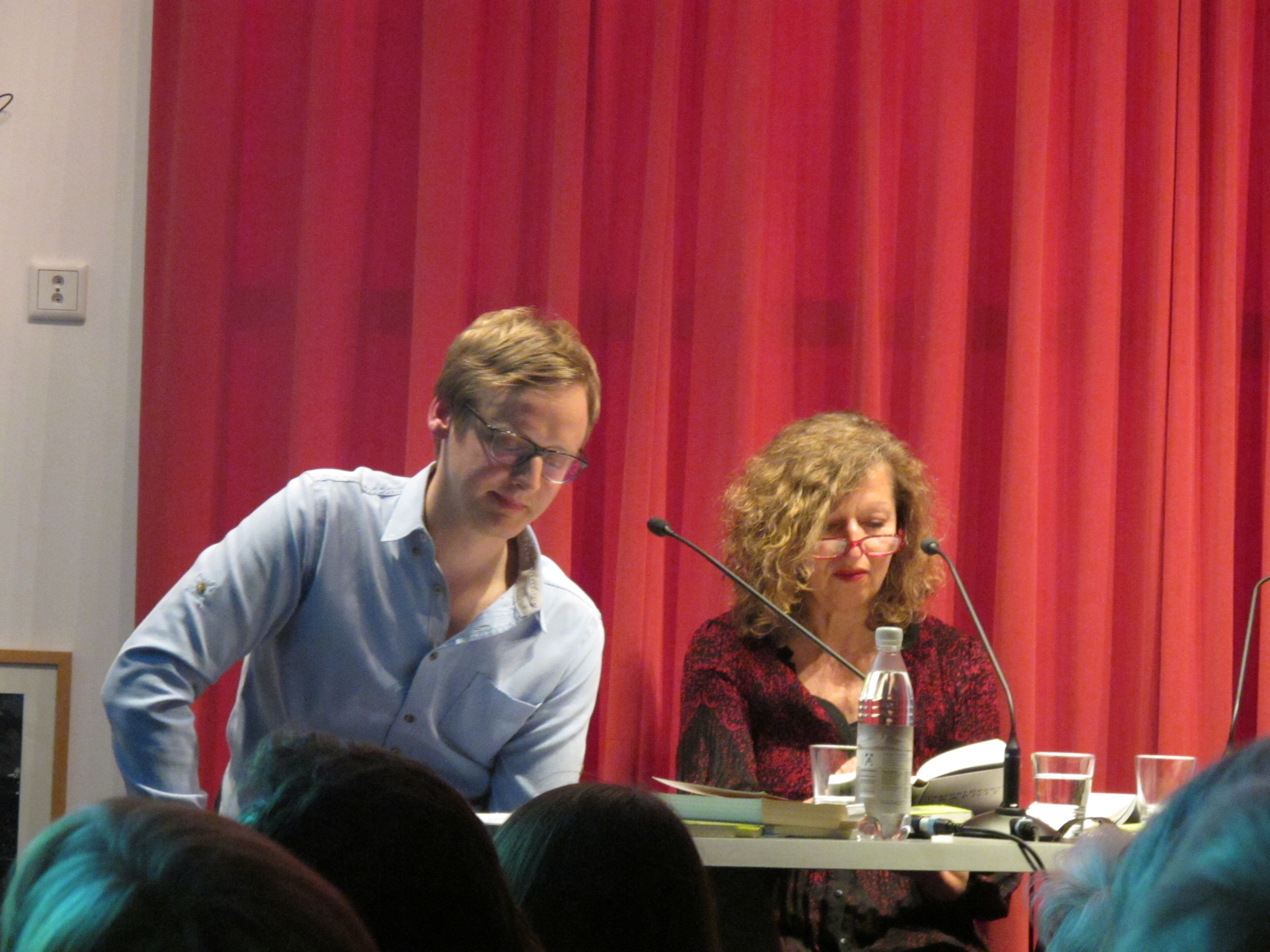
Florian Kessler 2015 im Lyrik Kabinett als Gast des lyrischen Quartetts, neben ihm Kristina Maidt-Zinke

Florian Kessler  (geboren 1981 in Heidelberg) ist ein deutscher Lektor.

## Leben
Florian Kessler besuchte  die Schule in Heidelberg und studierte nach dem Zivildienst Kreatives Schreiben und Kulturjournalismus an der Universität Hildesheim. Seine Diplomarbeit verfasste er bei Hanns-Josef Ortheil und Stephan Porombka. Kessler wurde 2011 in Hildesheim mit einer Dissertation über Werkstattgespräche promoviert. Als freier Journalist schrieb er u. a. für den Tagesspiegel, die Süddeutsche Zeitung und Die Zeit. Anfang 2015 trat er eine Stelle als Lektor für deutschsprachige Gegenwartsliteratur sowie Sachbuch im Hanser Verlag an.
Anfang 2014 kritisierte er die soziale Zusammensetzung der Studenten in den Studiengängen für literarisches Schreiben und leitete daraus Thesen über die künstlerische Angepasstheit der deutschsprachigen Gegenwartsliteratur ab. Der Artikel, der auch in der Anthologie „Irgendwas mit Schreiben. Diplomautoren im Beruf“ veröffentlicht wurde, löste eine Literaturdebatte mit zahlreichen Wortmeldungen in verschiedenen Feuilletons und Weblogs aus
Kessler war Mitherausgeber der Literaturzeitschrift Bella triste und gehörte zu den Leitern des Literaturfestivals Prosanova 2005.
Er erhielt 2013 den Förderpreis des Nicolas-Born-Preises.
Von 2017 an war er gemeinsam mit den Kritikern Kristina Maidt-Zinke und Hubert Spiegel festes Mitglied des Lyrischen Quartetts im Lyrik Kabinett München. Er war bis zu seinem Austritt Mitglied des PEN Zentrum Deutschland und ist Mitgründer des PEN Berlin.

## Schriften
- Mut Bürger: Die Kunst des neuen Demonstrierens. Hanser, München 2013, ISBN 978-3-446-24153-4.
- Werkstattgespräche. Funktionen und Potentiale einer Form literarischer Praxis. Blumenkamp, Salzhemmendorf 2012.
- Unbetrieb. Essay über die deutschsprachige Gegenwartsliteratur und den Literaturbetrieb. Zeitschrift Bella triste Nr. 39, 2014.
- Sprengt Denkmäler, schreibt welche!. Essay über Gegenwartsliteratur und Identitätspolitik, online 14. Juli 2021.
- Gute Literatur. Herausgeberschaft der Zeitschrift Akzente Nr. 3, 2022.

## Übersetzung
- Franco Moretti: Kurven, Karten, Stammbäume. Abstrakte Modelle für die Literaturgeschichte. Suhrkamp, 2009.